# Ksenia Romanowa (1903–1965)
Ksenia Gieorgijewna Romanowa, ros. Ксения Георгиевна Романова (ur. 22 sierpnia 1903 w Peterhofie, zm. 17 września 1965 w Nowym Jorku) – młodsza córka Jerzego Michajłowicza i jego żony Marii. Prawnuczka cara Mikołaja I. 
Ojciec Ksenii był rosyjskim księciem, a matka była Greczynką z duńskimi korzeniami. Ksenia miała starszą siostrę Ninę. Małżeństwo rodziców Niny i Ksenii nie było szczęśliwe. Ojciec Kseni został zamordowany przez bolszewików w 1919 roku. W 1917–1923 mieszkała w Londynie i była utrzymywana przez Anastazję Stewart, narzeczoną jej kuzyna Krzysztofa, księcia greckiego. 19 października 1921 w Paryżu wyszła za mąż za syna swojej patronki, Williama Batemana Leedsa (1902–1971). Z małżeństwa pochodzi jedyna córka Ksenii, Nancy (Anastazja; 1925-2006). Para rozwiodła się w 1930 roku. 10 sierpnia 1946 powtórnie wyszła za mąż za Hermana Juda. Zmarła w 1965 roku w wieku 62.